# Joseph Brom

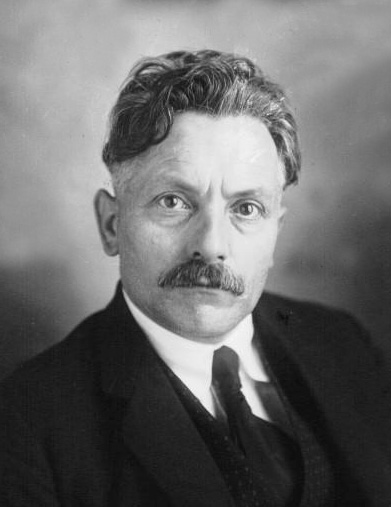
Joseph Brom 1929

Joseph Brom (* 10. Oktober 1881 in Blotzheim; † 15. Januar 1945 in Mülhausen) war elsässischer Journalist und Politiker (Zentrum).

## Leben
Joseph Brom besuchte Grundschule und Gymnasium in Straßburg und studierte an der Universität Heidelberg Staatswissenschaften. Er promovierte 1910 mit der Arbeit "Die Unfallversicherung in der Elsass-Lothringischen Land und -Forstwirtschaft".
In der Folge arbeitete er als Journalist und war Chefredakteur des Mülhauser Volksblattes.
Bei der Landtagswahl 1911 wurde er im Wahlkreis Hüningen-Sierenz für das Zentrum als jüngster Abgeordneter in der zweiten Kammer des Landtags des Reichslandes Elsaß-Lothringen gewählt, dem er bis 1918 angehörte.
Nach der französischen Besetzung Elsaß-Lothringens wurde er 1919 in den Gemeinderat von Mülhausen gewählt, wo er 1923 stellvertretender Bürgermeister wurde. Im gleichen Jahr wurde er für seine Partei Union populaire républicaine (U.P.R.), die Vertretung der Katholiken des Elsass, in den Conseil général du Haut-Rhin gewählt, dem er bis zum Zweiten Weltkrieg angehörte, zuletzt als Vizepräsident.
1924 bis 1936 war er Mitglied der Abgeordnetenkammer, 1936 bis 1940 des Senates. Am 10. Juli 1940 stimmte er in der Nationalversammlung für die erweiterten Vollmachten Marschall Pétains.